# Doylestown (Ohio)
Doylestown es una villa ubicada en el condado de Wayne en el estado estadounidense de Ohio. En el Censo de 2010 tenía una población de 3051 habitantes y una densidad poblacional de 627,6 personas por km².

## Geografía
Doylestown se encuentra ubicada en las coordenadas 40°58′12″N 81°41′45″O / 40.97000, -81.69583. Según la Oficina del Censo de los Estados Unidos, Doylestown tiene una superficie total de 4.86 km², de la cual 4.86 km² corresponden a tierra firme y (0.11%) 0.01 km² es agua.

## Demografía
Según el censo de 2010, había 3051 personas residiendo en Doylestown. La densidad de población era de 627,6 hab./km². De los 3051 habitantes, Doylestown estaba compuesto por el 97.87% blancos, el 0.62% eran afroamericanos, el 0.1% eran amerindios, el 0.16% eran asiáticos, el 0% eran isleños del Pacífico, el 0.36% eran de otras razas y el 0.88% pertenecían a dos o más razas. Del total de la población el 1.41% eran hispanos o latinos de cualquier raza.